# 70e division (Syrie)
Ne doit pas être confondu avec Armée syrienne libre.
La 70e division est une division d'infanterie de l'armée syrienne, formée le 29 janvier 2025 à partir de l'Armée libre syrienne (SFA), ou Armée des commandos de la révolution, dont la mission est la lutte contre l'État islamique,,. 
Elle a été l'un des groupes rebelles de la guerre civile syrienne, entraîné par l'armée américaine et membre de l'Armée syrienne libre, entre 2015 et 2025.
Le 29 janvier 2025, à la suite de l'offensive rebelle de 2024 en Syrie et de la nomination d'Ahmed al-Charaa comme président de la République, le groupe se dissout au sein du ministère syrien de la Défense, formant les forces d'Al-Tanf de la 70e division de l'Armée syrienne,,.
Elle contrôlait le territoire près de la frontière de la Syrie avec l'Irak et la Jordanie et au nord d'une partie du gouvernorat de Hama, dans l'est du pays. Son quartier général était situé au sein de la base américaine d'Al-Tanf, aux côtés d'un contingent d'au moins 200 soldats américains opérant pour le compte de la Combined Joint Task Force – Operation Inherent Resolve.
Le groupe est connu pour sa corruption, qui a conduit le US Central Command (CENTCOM) à limoger son ancien haut responsable Mohanad al-Tala en 2022. Après une tentative présumée du CENTCOM d'intégrer le groupe dans les Forces démocratiques syriennes, le groupe s'est rebaptisé « Armée libre syrienne », qui ne doit pas être confondu avec l'Armée syrienne libre en 2022, puis intégré à la nouvelle armée syrienne en 2025.

## Histoire

### Pendant la guerre civile syrienne

#### Nouvelle Armée syrienne (2015–2016)
Le groupe commence à être formé le 20 mai 2015. Il annonce sa création dans une vidéo publiée le 8 novembre 2015, prenant alors le nom de « Nouvelle Armée syrienne » (NAS) (arabe : جيش سوريا الجديد, Jaych Suriya al-Jadid). 
La plupart de ses membres sont des rebelles originaires du gouvernorat de Deir ez-Zor chassés de la région par l'État islamique en 2014, lors de l'Offensive de Deir ez-Zor. La NAS annonce son intention reprendre l'Est de la Syrie à l'EI. Le mouvement est formé en Jordanie, mais ses combattants regagnent rapidement l'intérieur de la Syrie,.

#### Armée des commandos de la révolution (2016–2022)
La Nouvelle armée syrienne est dissoute en 2016 et se reforme en décembre de la même année dans l'Armée des commandos de la révolution (MaT, « Maghaweir Al-Thawrah »),,,.

#### Armée libre syrienne (2022–2025)
À la suite d'une nouvelle rencontre avec les forces américaines, le groupe change de nom pour devenir l'Armée libre syrienne (SFA) le 23 octobre 2022.
Le 29 février 2024, l'Armée libre syrienne annonce la nomination de Salem Turki al-Antri en tant que nouveau chef, en remplacement de Muhammad Farid al-Qasim. L'annonce a été faite par le biais d'une déclaration et de photos sur le site officiel du groupe, sur la base militaire américaine d'Al-Tanf, dans l'est du gouvernorat de Homs. Le groupe s'est dit enthousiasmé par les nouvelles possibilités qu'offrira le leadership d'Al-Antri.

### Après la chute du régime Assad

#### 70edivision de l'Armée syrienne (2025–)
Le 29 janvier 2025, à la suite de l'offensive rebelle de 2024 en Syrie et de la nomination d'Ahmed al-Charaa comme président de la République, le groupe se dissout au sein du ministère syrien de la Défense, formant les forces d'Al-Tanf de la 70e division de l'Armée syrienne,,.
En juin 2025, selon le Jerusalem Post, l'Armée libre syrienne fait désormais partie de la nouvelle 70e division de l'armée syrienne.

### Identité visuelle

Premier logo de la Nouvelle armée syrienne en 2015.
Logo de la Nouvelle armée syrienne en 2016.
Logo de Maghaweir Al-Thawrah.

## Affiliations
L'Armée libre syrienne est affiliée à l'Armée syrienne libre. Elle intègre le Front de l'authenticité et du développement,,, mais en est cependant exclue le 3 août 2016.

## Organisation

### Commandement
Le groupe est commandé par le lieutenant-colonel Muhannad al-Talla.

### Effectifs
Selon l'Observatoire syrien des droits de l'homme, la Nouvelle Armée syrienne compte 125 hommes qui sont entraînés par les Américains et les Britanniques dans un camp de la coalition en Jordanie,. Pour l'universitaire Fabrice Balanche, le groupe compte quelques centaines de combattants. Le journaliste Michael Weiss affirme quant à lui que la NAS compte 300 hommes. Selon Muhannad al-Talla, le groupe compte 120 à sa fondation, puis en 2017 ses effectifs s'élèvent à plusieurs centaines.

### Armement
Le groupe est soutenu par les États-Unis et a reçu de l'armement américain. Sur des vidéos, ses combattants apparaissent avec des Mk 14 Battle Rifle (en), des mitrailleuses M240 et des mortiers M120.

## Actions
Dès le 15 novembre 2015, la NAS mène une attaque contre le poste-frontière d'al-Tanaf, entre la Syrie et l'Irak, non loin de la Jordanie. L'assaut est repoussé mais le poste-frontière est à nouveau attaqué et pris le soir du 4 mars 2016, par les hommes de la Nouvelle armée syrienne, venus de Jordanie et soutenus par les frappes de la coalition. Le groupe s'établit alors à al-Tanaf et dans le désert de Syrie.
Le 16 juin 2016, les hommes de la NAS sont visés par des avions russes à al-Tanaf qui effectuent deux frappes et tuent plusieurs de leurs combattants,.
Le 29 juin 2016, la Nouvelle Armée syrienne mène une attaque pour tenter de reprendre la ville de Boukamal à l'État islamique, mais l'opération échoue,.